# Aleksandr Batiunia
Aleksandr Grigorjewicz Batiunia, ros. Александр Григорьевич Батюня (ur. 21 maja?/2 czerwca 1898 w Kurganach, zm. 21 marca 1976 w Rostowie nad Donem) – radziecki wojskowy narodowości białoruskiej, generał pułkownik.

## Życiorys
Urodził się we wsi Kurgany w rejonie kirowskim obwodzie mohylewskim.
W 1916 roku powołany do armii rosyjskiej. Ukończył Pskowską Szkołę Chorążych a następnie był dowódcą półkompanii w pułku grenadierów, brał udział w walkach na Froncie Zachodnim.
W 1918 roku wstąpił do Armii Czerwonej. W czasie wojny domowej w Rosji brał udział w walkach na Froncie Zachodnim, był kolejno dowódcą plutonu, kompanii i batalionu w pułku strzeleckim 17 Dywizji Strzeleckiej.
Po zakończeniu wojny domowej w 1921 roku ukończył wyższy kurs dowódców piechoty, a następnie był dowódcą batalionu, kompanii, pomocnikiem szefa sztabu pułku strzeleckiego, szefem oddziału sztabu 4 Dywizji Strzeleckiej w Białoruskim Okręgu Wojskowym. W listopadzie 1930 roku został szefem sztabu 4 Dywizji Strzeleckiej. W 1934 roku ukończył Akademię Wojskową im. Frunzego, a w maju po jej ukończeniu został szefem 1 wydziału sztabu 84 Dywizji Strzeleckiej Moskiewskiego Okręgu Wojskowego. W marcu 1938 roku został szefem sztabu 55 Dywizji Strzeleckiej.
W sierpniu 1938 roku został szefem sztabu 39 Dywizji Strzeleckiej w 1 Samodzielnej Armii na Dalekim Wschodzie, a w listopadzie 1938 roku został dowódcą 32 Dywizji Strzeleckiej.
W marcu 1941 roku został szefem sztabu 48 Korpusu Strzeleckiego w Odeskim Okręgu Wojskowym.
Po ataku Niemiec na ZSRR nadal dowódca korpusu, brał udział w walkach na linii rzeki Prut oraz w walkach na terenie Mołdawii.
W dniu 1 listopada 1941 roku został szefem sztabu 6 Armii powstałej na bazie dowodzonego przez niego 48 Korpusu Strzeleckiego, jako szef sztabu armii brał udział w walkach na lewym brzegu Dniepru na północny  zachód od Dniepropietrowska. W kwietniu 1942 roku został zastępcą dowódcy 6 Armii i uczestniczył w kontrofensywie pod Charkowem, w czasie tych walk znalazł się w okrążeniu i dowodząc okrążonymi wojskami zdołał wyprowadzić ich część.
Od maja do czerwca 1942 roku dowodził 57 Armią, która broniła się na linii rzeki Północy Doniec i Don na południe i południowy wschód od Łozowej. Po wycofaniu 57 Armii do odwody w czerwcu 1942 roku został szefem sztabu 9 Armii, która uczestniczyła w walkach w Donbasie i na linii rzeki Don.
W grudniu 1942 roku skierowany na kurs w Wyższej Akademii Wojskowej im. Woroszyłowa, który ukończył w marcu 1943 roku.
W ukończeniu kursu został szefem sztabu 38 Armii, a następnie  w kwietniu 1943 roku szefem sztabu 40 Armii. Brał udział w walkach na terenie Ukrainy. W kwietniu 1944 roku został szefem sztabu 1 Gwardyjskiej Armii i brał udział w walkach na terenie Ukrainy, Polski i Czechosłowacji.
Po zakończeniu wojny w latach 1945–1946 był szefem sztabu 40 Armii w Lwowskim Okręgu Wojskowym, później szefem sztabu Zachodniosyberyjskiego Okręgu Wojskowego w latach 1946–1947 a w latach 1947–1950 szef sztabu i pierwszy zastępca dowódcy tego okręgu.
W sierpniu 1951 roku został szefem 10 oddziału Sztabu Generalnego Sił Zbrojnych ZSRR, a potem w listopadzie 1951 roku został szefem sztabu i 1 zastępcą dowódcy Dońskiego Okręgu Wojskowego, a po jego rozwiązaniu w listopadzie 1953 roku szefem sztabu i zastępcą dowódcy Północnokaukaskiego Okręgu Wojskowego.
W 1961 roku przeniesiony do rezerwy, mieszkał w Rostowie nad Donem, gdzie zmarł.

## Awanse
- kombrig (4 listopada 1939)
- generał major (9 listopada 1941)
- generał porucznik (17 listopada 1943)
- generał pułkownik (18 lutego 1958)

## Odznaczenia
- Order Lenina (dwukrotnie)
- Order Czerwonego Sztandaru (czterokrotnie)
- Order Bohdana Chmielnickiego kl. I
- Order Suworowa kl. II
- Order Wojny Ojczyźnianej kl. I